# タッチ板
タッチ板（タッチばん）は、競泳競技大会を実施する際に、タイムを測定する目的でプールの両端（短水路の場合はスタートサイドのみ）の水中に設置する厚さ1センチメートルのパネルのことである。

## 解説
日本水泳連盟競泳競技規則に規定する「自動審判計時装置」または「自動計時装置」を構成する器具の一つ。
同連盟公認の競泳大会ではすべて設置されるため、公認プールの長さは、長水路は50.02メートル、短水路は25.01メートルに設計されている。
タッチ板の中にはセンサーが内蔵され、選手によるターンやゴールの瞬間のタッチを信号として捉えてタイムを瞬時に記録する。タッチ板の表面には水の圧力を吸収する小さな穴が並び、波飛沫や水圧には反応せず、選手のタッチだけを信号として捉えるようなっている。
自動審判計時装置の場合、タッチ板が捉えたタイムは競技会場の電光掲示板やスコアボードにも瞬時に表示され、リアルタイムで結果（ラップタイムを含む）を確認できる。テレビ中継の際は画面にもタイムが表示される。
タッチ板を設置する競泳大会では自動計時が優先されるため、出場選手はゴールタッチの際にタッチ板の有効面（中央）に正確にタッチすることが求められる。ただし、ソフトタッチや有効面以外へのタッチ等によりタッチ板が作動しなかった場合には、計時員による手動計時が正式記録となる。

## 備考
1960年ローマオリンピック男子100m自由形決勝にて、ジョン・ディヴィット（オーストラリア）とランス・ラーソン（アメリカ合衆国）が激しく競り合い、ほぼ同時にフィニッシュラインに到達した。この際に競泳審判団が目視判定でディヴィットを1着、ラーソンを2着としたが、これに対してアメリカ合衆国選手団が猛烈に抗議し、異議を申し立てる騒動に発展した。
これを受けて競技場（プール）での正確な着順判定の必要性が求められるようになり、1964年東京オリンピックの際には代々木オリンピックプールにタッチ板が導入され、電子計時によって着順判定が行われるようになり、これ以後は電子計時による競技進行が定着した。